# Anna Filipczak-Kocur
Anna Filipczak-Kocur (ur. 1 listopada 1944 w Olchowcach) – polska historyk, specjalizująca się w historii nowożytnej, historii parlamentaryzmu, nauczyciel akademicki związana z Uniwersytetem Opolskim.

## Życiorys
Po ukończeniu szkoły średniej podjęła studia historyczne na Wydziale Historycznym Uniwersytetu Warszawskiego (ukończone w 1967), na którym uzyskiwała kolejno stopnie naukowe: doktora i doktora habilitowanego. W 1991 otrzymała tytuł profesora nadzwyczajnego, a w 1995 profesora zwyczajnego na Uniwersytecie Opolskim.
Specjalizuje się w historii nowożytnej. Od 1990 roku jest kierownikiem Katedry Historii Nowożytnej UO, a od 1995 kierownikiem Studium Doktoranckiego z Historii. Została członkiem Komitetu Nauk Historycznych Polskiej Akademii Nauk.

## Ważniejsze publikacje
- Sejm zwyczajny z roku 1629 (1979)
- Skarb koronny za Zygmunta III Wazy (1985)
- Skarb koronny za Władysława IV : 1632-1648 (1991)
- Skarb litewski za pierwszych dwu Wazów : 1587-1648  (1994)
- Skarbowość Rzeczypospolitej 1587-1648 : projekty, ustawy, realizacja (2006)